# El infierno vasco
El infierno vasco es una película documental del director vasco Iñaki Arteta que narra la experiencia vivida por muchas personas obligadas a salir del País Vasco ante la presión social del nacionalismo vasco y la violencia terrorista de ETA. Según la película, más de 200.000 vascos han salido de la región desde hace 40 años por estos motivos.

## Premios
Medallas del Círculo de Escritores Cinematográficos de 2008
| Categoría        | Resultado |
| ---------------- | --------- |
| Mejor documental | Ganador   |